# Dana Zátopková
Dana Zátopková   (Fryštát i Karviná, 19 de setembre de 1922 - Hospital Militar Central de Praga, 13 de març de 2020), nascuda Ingrová, fou una atleta txeca, especialista en el llançament de javelina, que va competir sota bandera de l'extinta Txecoslovàquia entre la fi de la Segona Guerra Mundial i començaments de la dècada de 1960. El 1948 es casà amb Emil Zátopek.
Durant els primers anys de la seva carrera esportiva combinà l'atletisme amb el handbol. En aquest darrer esport va guanyar la lliga txecoslovaca de 1949 amb l'Slovácká Slavia.
Durant la seva carrera esportiva va prendre part en quatre edicions dels Jocs Olímpics d'Estiu: el 1948, el 1952, el 1956 i el 1960. En aquestes participacions guanyà una medalla d'or el 1952 i una de plata el 1956, mentre el 1956 fou quarta i el 1948 setena.
En el seu palmarès també destaquen dues medalles d'or en el llançament de javelina al Campionat d'Europa d'atletisme, el 1954 i 1958, i tretze campionats nacionals. L'1 de juliol de 1958 va establir un nou rècord del món de javelina amb 55,73 metres.
Es va retirar el 1962, per passar a exercir d'entrenadora d'atletisme. Entre el 1960 i el 1972 va ser membre del Comitè de Dones de la IAAF i el 1995 va rebre l'Orde Olímpica de Plata. A la seva mort, el març de 2020, era la medallista d'or d'atletisme més vella.

## Millors marques
- Llançament de javelina. 56,67 metres (1958)[5]